# Rune II
Rune II (стилизованно под RUNE II) — компьютерная игра в жанре RPG с открытым миром. Создаётся и издаётся студией Human Head Studios. Проект финансируется компанией ESDF Management, специализирующейся на играх для персональных компьютеров. Игра вышла 12 ноября 2019 года.

## Сюжет
Действие развернётся спустя 7 лет после событий оригинальной игры, в «опасном мире, где за выживание борются боги, звери и последние люди».

## Игровой процесс
Игра «совмещает в себе жестокие рукопашные бои и богатую скандинавскую мифологию». Игроку предстоит поклясться в верности одному из богов: от выбора будет зависеть то, какие способности получит главный герой. В дальнейшем пользователи будут нападать на вражеские деревни, сражаться с нежитью и исследовать новые земли. Помимо этого, компания обещает добавить в проект систему крафта.

## Разработка
В конце августа 2018 года разработчики объявили, что игра появится в раннем доступе Steam 19 сентября 2018 года. Кроме основной сюжетной кампании, в раннем доступе игрокам будут доступны кооперативные PvE-миссии, а также PvP-сражения. 17 сентября 2018 года разработчики сообщили о том, что выход игры в раннем доступе отложен на 1 квартал 2019 года.
В апреле 2019 года разработчики сообщили, что выпустят полную версию игры до конца года . От выпуска игры в раннем доступе было решено отказаться. В мае 2019 года разработчики объявили название игры: Rune 2 и назвали приблизительную дату выхода игры: лето 2019 года. Тогда же было анонсировано, что игра будет продаваться эксклюзивно в магазине Epic Games Store.
За неделю до релиза разработчик игры Human Head Studios объявил о закрытии и переходе сотрудников студии в новообразованную компанию Roundhouse Studios под управлением Bethesda Softworks, что стало неожиданностью для издателя Ragnarok Game и послужило предметом иска в адрес бывших разработчиков за нарушение условий контракта на разработку игры.
4 мая 2020 года игра получила первое крупное обновление контента под названием Lazarus.